# Meridià 53 a l'est
El meridià 53 a l'est de Greenwich és una línia de longitud que s'estén des del pol Nord travessant l'oceà Àrtic, Àsia, l'oceà Índic, l'oceà Antàrtic i l'Antàrtida fins al pol Sud.
El meridià 53 a l'est forma un cercle màxim amb el meridià 127 a l'oest. Com tots els altres meridians, la seva longitud correspon a una semicircumferència terrestre, uns 20.003,932 km. Al nivell de l'Equador, és a una distància del meridià de Greenwich de 5.900 km.

## De Pol a Pol
Començant en el pol Nord i dirigint-se cap al pol Sud, aquest meridià travessa:
| Coordenades                             | País, territori o mar | Notes                                                 |
| --------------------------------------- | --------------------- | ----------------------------------------------------- |
| 90° 0′ N, 53° 0′ E / 90.000°N,53.000°E  | Oceà Àrtic            |                                                       |
| 80° 23′ N, 53° 0′ E / 80.383°N,53.000°E | Rússia                | Illa Hooker, Terra de Francesc Josep                  |
| 80° 8′ N, 53° 0′ E / 80.133°N,53.000°E  | Mar de Barents        |                                                       |
| 72° 53′ N, 53° 0′ E / 72.883°N,53.000°E | Rússia                | Illa Iujni i illa Mejduixarski, Nova Terra            |
| 71° 0′ N, 53° 0′ E / 71.000°N,53.000°E  | Mar de Barents        | Mar de Petxora                                        |
| 68° 47′ N, 53° 0′ E / 68.783°N,53.000°E | Rússia                |                                                       |
| 51° 29′ N, 53° 0′ E / 51.483°N,53.000°E | Kazakhstan            |                                                       |
| 42° 7′ N, 53° 0′ E / 42.117°N,53.000°E  | Turkmenistan          | Passa a través del llac Garabogazköl                  |
| 40° 0′ N, 53° 0′ E / 40.000°N,53.000°E  | Mar Càspia            | Golf de Türkmenbaşy                                   |
| 39° 49′ N, 53° 0′ E / 39.817°N,53.000°E | Turkmenistan          | Una illa                                              |
| 39° 47′ N, 53° 0′ E / 39.783°N,53.000°E | Mar Càspia            | Passa a l'oest de l'illa Ogurja Ada, Turkmenistan     |
| 36° 47′ N, 53° 0′ E / 36.783°N,53.000°E | Iran                  |                                                       |
| 27° 7′ N, 53° 0′ E / 27.117°N,53.000°E  | Golf Pèrsic           |                                                       |
| 24° 8′ N, 53° 0′ E / 24.133°N,53.000°E  | Emirats Àrabs Units   | Emirat d'Abu Dhabi                                    |
| 22° 53′ N, 53° 0′ E / 22.883°N,53.000°E | Aràbia Saudita        |                                                       |
| 19° 20′ N, 53° 0′ E / 19.333°N,53.000°E | Oman                  |                                                       |
| 16° 53′ N, 53° 0′ E / 16.883°N,53.000°E | Iemen                 |                                                       |
| 16° 37′ N, 53° 0′ E / 16.617°N,53.000°E | Oceà Índic            | Golf d'Aden                                           |
| 12° 10′ N, 53° 0′ E / 12.167°N,53.000°E | Iemen                 | Illa de Samhah                                        |
| 12° 9′ N, 53° 0′ E / 12.150°N,53.000°E  | Oceà Índic            | Passa a través de les illes Almirall, Seychelles      |
| 60° 0′ S, 53° 0′ E / 60.000°S,53.000°E  | Oceà Antàrtic         |                                                       |
| 65° 56′ S, 53° 0′ E / 65.933°S,53.000°E | Antàrtida             | Territori Antàrtic Australià, reclamada per Austràlia |